# Kamongan
Kamongan is een bestuurslaag in het regentschap Magelang van de provincie Midden-Java, Indonesië. Kamongan telt 1260 inwoners (volkstelling 2010).